# Powiat Koshikijima
Powiat Koshikijima (jap. 甑島郡 Koshikijima-gun) – dawny powiat w Japonii, w prefekturze Kagoshima.

## Historia[1]

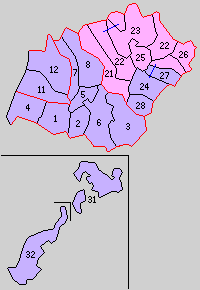
31. Kamikoshiki, 32. Shimokoshiki (1889 r.)

Powiat Koshikijima był częścią prowincji Satsuma. W pierwszym roku okresu Meiji na terenie powiatu znajdowało się 14 wiosek. Cały jego teren stał się później częścią miasta Satsumasendai.
- Powiat został założony 17 lutego 1879 roku. 1 kwietnia 1889 roku, w wyniku połączeń mniejszych wiosek, powiat został podzielony na 2 wioski: Kamikoshiki i Shimokoshiki[3].
- 8 sierpnia 1891 – w wyniku wydzielenia części wsi Kamikoshiki powstała wioska Sato. (3 wioski)
- 1 kwietnia 1897 roku powiat Koshikijima został włączony w teren powiatu Satsuma. W wyniku tego połączenia powiat został rozwiązany.